# Joseph Raja Rao Thelegathoti
Joseph Raja Rao Thelegathoti SMM (ur. 8 marca 1952 w Peddautapally) – indyjski duchowny rzymskokatolicki, od 2016 biskup Vijayawada.

## Życiorys
Święcenia kapłańskie otrzymał 7 czerwca 1980 w zgromadzeniu montfortianów. Po święceniach był rektorem zakonnego niższego seminarium (1980–1984) i teologatu (1984–1990). W latach 1990–1997 kierował montfortiańską prowincją, a w kolejnych latach był pracownikiem zakonnego szpitala w Rzymie oraz dyrektorem kilku ośrodków montfortiańskich w rodzinnym kraju. W latach 2011–2015 pełnił funkcję prokuratora generalnego zgromadzenia, a po powrocie do Indii ponownie wybrano go prowincjałem.
19 grudnia 2015 otrzymał nominację na biskupa diecezji Vijayawada. Sakry biskupiej udzielił mu 2 lutego 2016 abp Salvatore Pennacchio.